# Campiglossa sinensis
Campiglossa sinensis este o specie de muște din genul Campiglossa, familia Tephritidae, descrisă de Chen în anul 1938. Conform Catalogue of Life specia Campiglossa sinensis nu are subspecii cunoscute.